# Blasmusik

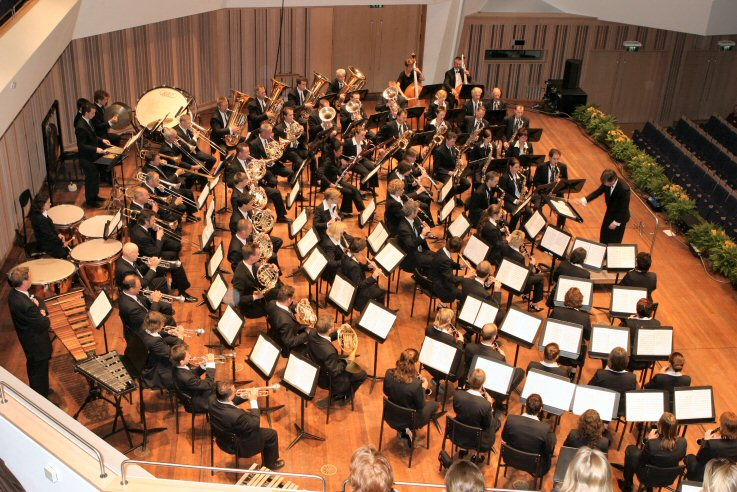
Sinfonisches Blasorchester

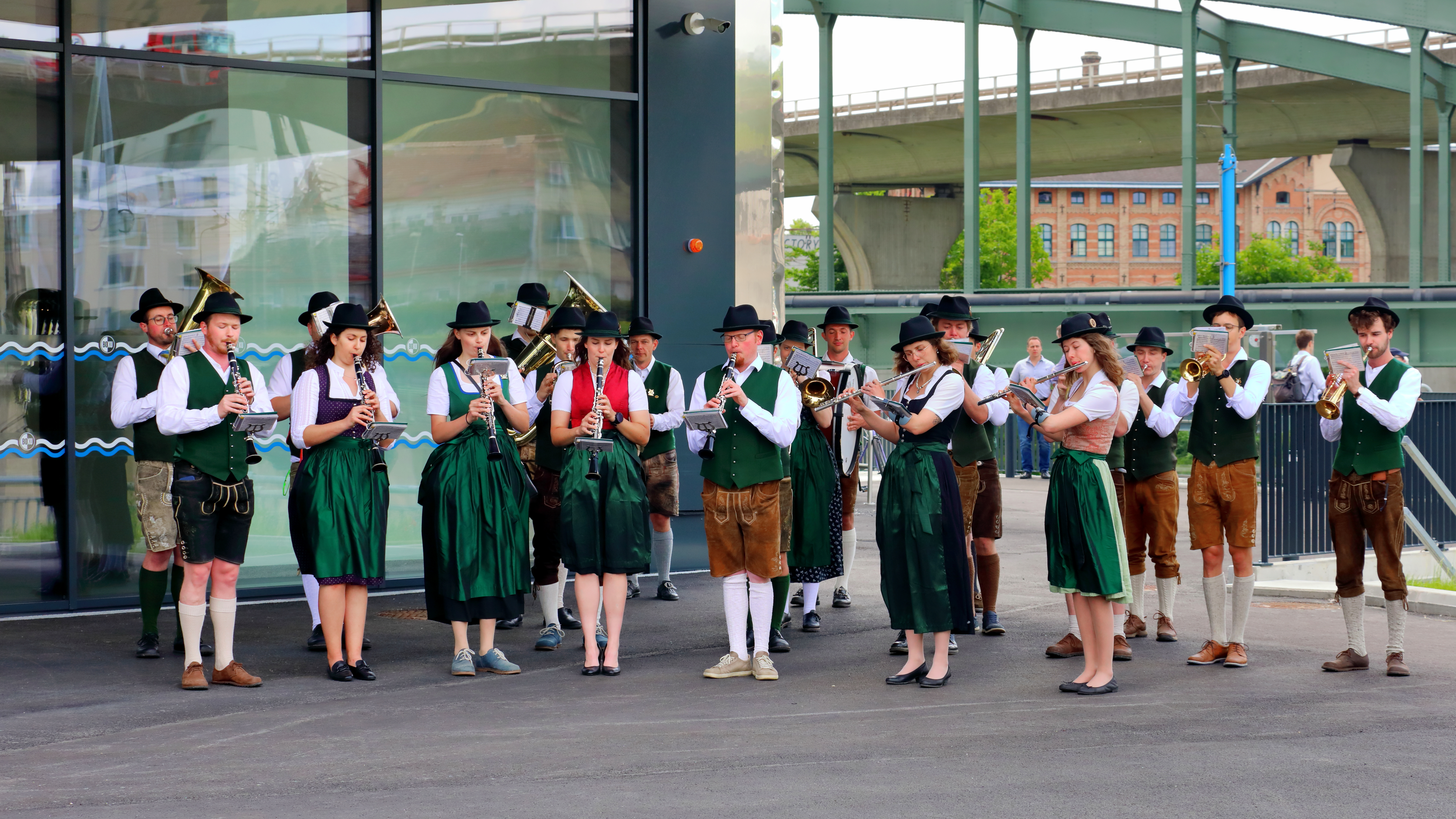
Blaskapelle der BOKU Wien

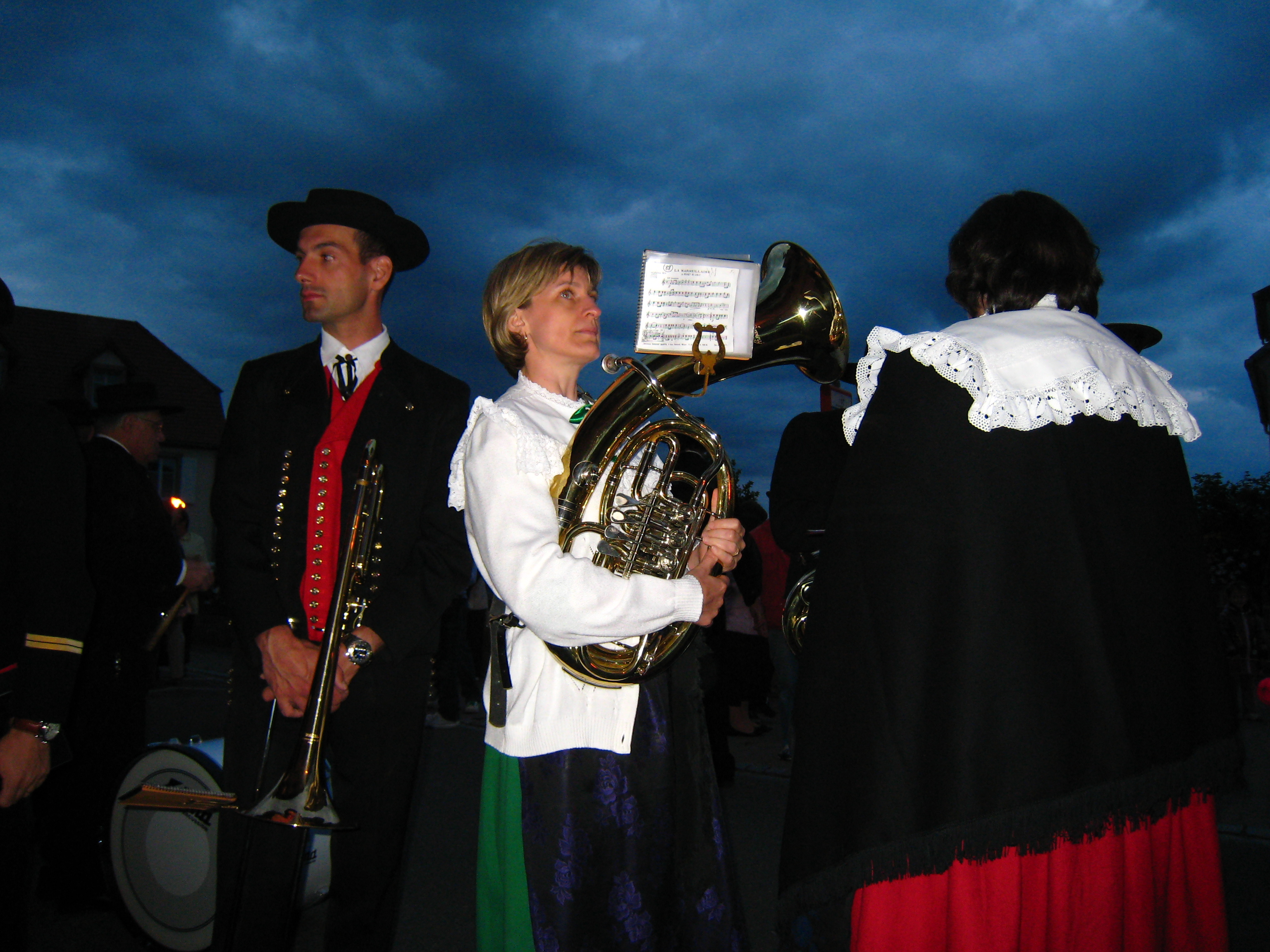
Blaskapelle in Ottrott

Als Blasmusik bezeichnet man je nach Definition die ausschließlich oder überwiegend von Blasinstrumenten aufgeführte Musik als Abgrenzung zur reinen Streichmusik oder gemischten Besetzung.  Im weiteren Sinne umfasst sie alle entsprechenden Musikgattungen bzw. Stilrichtungen, womit sie auch von Bläserensembles gespielt wird, wie z. B. Alta musica und Jagdhorn-Ensemble, Hornquartett oder Blechbläserquintett, das klassische Bläserquintett, die Harmoniemusik, Blasorchester/Blaskapelle, die Janitscharenmusik, Brass Band, Italienische Banda, der evangelische Posaunenchor sowie Spielmanns- und Fanfarenzug.
Im engeren Sinne wird Blasmusik auch nur auf die „auf großräumige Wirkung abgestimmte meist volkstümliche Musik für Blasorchester und Militärkapellen“ bezogen. Kunst- oder Kammermusik in kleinen oder größeren Besetzungen wird dann als Bläsermusik definiert. Zu letzterer können aber je nach Betrachter auch beispielsweise von Bläsern interpretierte Swing- und Jazzmusik zählen.

## Entwicklung des heutigen Blasorchesters
Hörner von Rindern, Muscheln und andere einfache Blasinstrumente wurden von Naturvölkern bei religiösen Riten eingesetzt, und die Posaunen von Jericho oder die Fanfaren der Römerzeit zeugen von der Nutzung von Blasinstrumenten im Altertum. Als älteste erhaltene Musikinstrumente Europas gelten etwa 35.000 Jahre alte steinzeitliche Knochenflöten, die auf der Schwäbischen Alb gefunden wurden.
Vorläufer der Blasmusik, wie sie sich im 19. Jahrhundert entwickelt hat, sind Bläserensemble wie die Harmoniemusiken des ausgehenden 18. Jahrhunderts sowie die Janitscharenmusik, die sich zunächst in der Militärmusik nach den Türkenkriegen vor allem in Österreich und Süddeutschland, danach aber auch im zivilen Bereich herausgebildet hat.
Die heutige Besetzung der Blasorchester entwickelt sich ab Anfang des 19. Jahrhunderts in Schüben, die unter anderem mehrere Ereignisse verursacht wurden, die sich regional unterschiedlich stark auswirkten und dadurch auch zu unterschiedlichen Entwicklungen führten.
Die ersten konzertanten Blasorchester entstanden in der Französischen Revolution und waren durch chorische Besetzung der Holz- und Blechbläserregister sowie eine Perkussionsgruppe gekennzeichnet. Als Freiluftmusik hatten sie die Aufgabe, die großen Revolutionsfeiern, später die „Friedensfeiern“ nach den Siegen Napoleons mit Musik zu unterstützen. Zahlreiche Blasorchester des süddeutschen Raumes führen ihren Ursprung auf diese Zeit zurück, in der sie von ihren Monarchen, die Vasallen Napoleons waren, für Huldigungsfeiern eingesetzt worden sind.
In dieser Zeit entstanden auch Märsche bekannter Komponisten wie Beethovens Militär-Marsch von 1816. Später schrieben unter anderem Antonin Rejcha seine „Musik, das Andenken großer Männer und großer Begebenheiten zu feiern“ (um 1830) oder Hector Berlioz die Grande Symphonie funèbre et triomphale (op. 15; 1840) für die Besetzung des französischen Revolutionsorchesters.

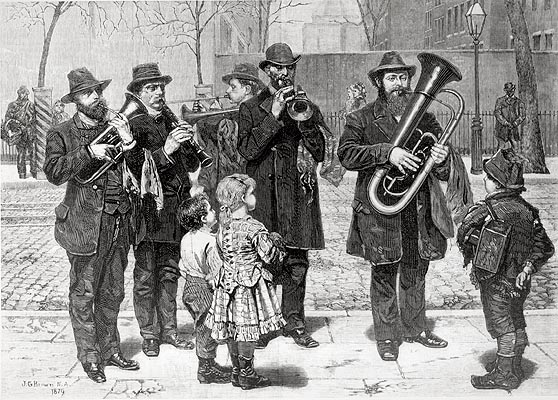
Straßenbläser um 1876 in New York

Mit der Entwicklung der Ventile für Blechblasinstrumente (Riedl in Wien 1832 und Périnet in Paris 1839) standen den Blechbläsern vollwertige chromatische Instrumente zur Verfügung. Damit konnten auch die Register der Trompeten und Horninstrumente chorisch besetzt und die Instrumente zur Melodieführung verwendet werden. Außerdem führte die Erfindung der Ventile dazu, dass diese nicht nur in die bis dahin gebräuchlichen Naturtrompeten und -hörner eingebaut, sondern dass völlig neue Instrumente entwickelt wurden. Beispiele hierfür sind die Saxhörner, die Adolphe Sax in Paris entwickelte. Auch in Preußen und Österreich wurden auf Anregung von Militärkapellmeistern neue Ventilblasinstrumente – Vorläufer von Tenorhorn und Bariton sowie der Tuba – entwickelt.
Durch Industrialisierung und wirtschaftlichen Aufschwung in der ersten Hälfte des 19. Jahrhunderts waren beispielsweise Städte in der Lage, Stadtmusiken zu gründen. Auf den britischen Inseln waren es Industrielle, die sich Werkskapellen, die Vorläufer der Brass Band, zulegten.
Die Entwicklung der zivilen Blasmusik wurde wesentlich von den Militärmusiken bestimmt, die einerseits die Optimierung der Instrumente vorantrieben und dann auch die Besetzung der Orchester mit diesen erprobten. Zudem wurden sowohl auf dem Kontinent wie auf den britischen Inseln häufig ehemalige Militärmusiker als Dirigenten engagiert, die meist auch die entsprechende Literatur schrieben.

## Verbreitung

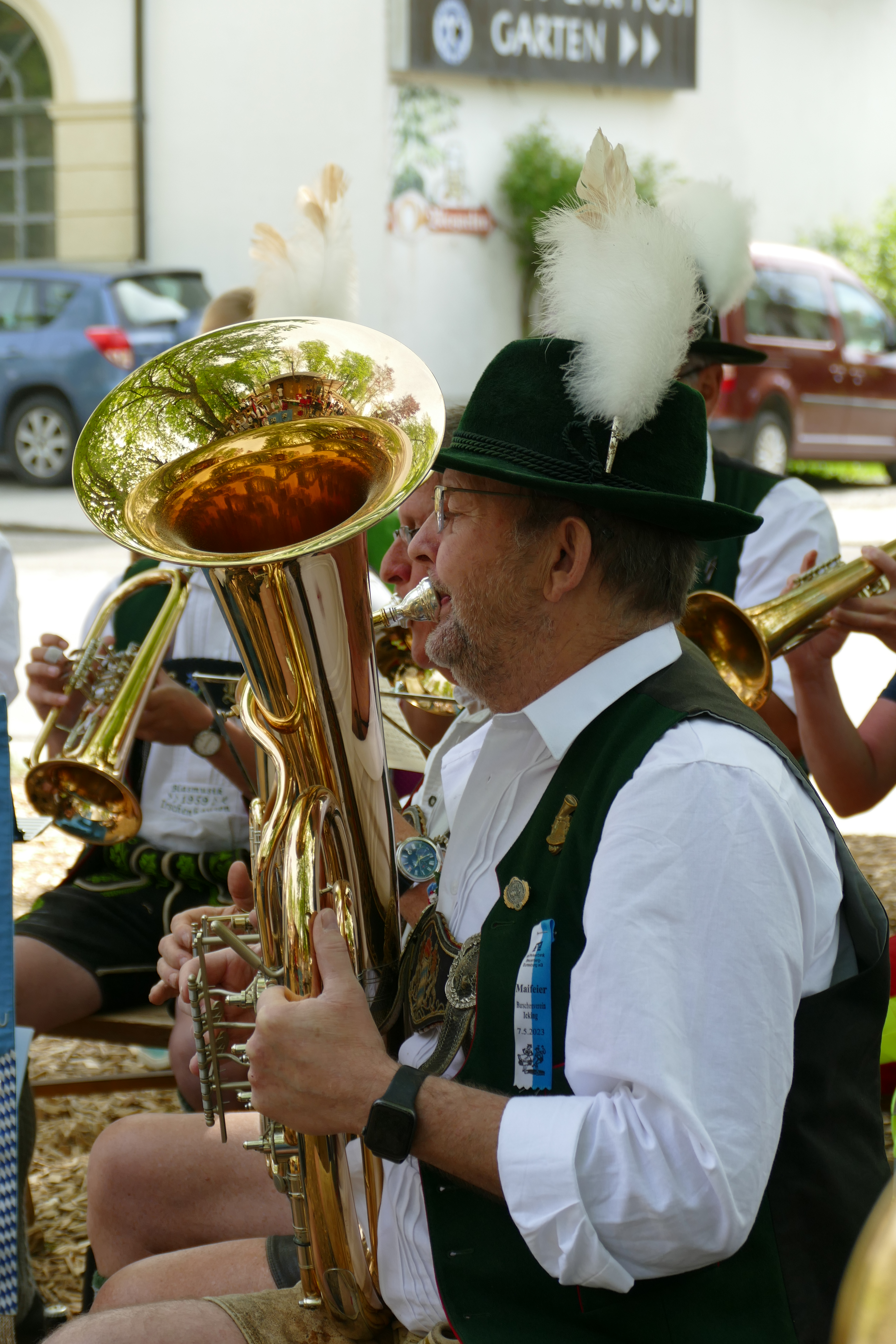
Blaskapelle Irschenhausen – eine typische Blaskapelle in Tracht in einem bayerischen Dorf

International ist Blasmusik heute fast weltweit verbreitet und wird besonders in Mitteleuropa und in Nordamerika auch von Laien gepflegt.
Im deutschsprachigen Raum entstand sie vor allem in Süddeutschland, der Schweiz, Österreich und Südtirol. Sie wird dort vor allem von Vereinen gepflegt, kann jedoch auch von Kommunen getragen werden. Obwohl die Blasmusik in diesen Gegenden immer noch einen Verbreitungsschwerpunkt hat, gab es Blasorchester schon früh auch in Nord- und Westdeutschland (z. B. Bergwerkskapellen). Einen weiteren Schwerpunkt der Blasmusik bilden die Länder Tschechien und Slowakei, Niederlande und Belgien.

## Blasmusik heute

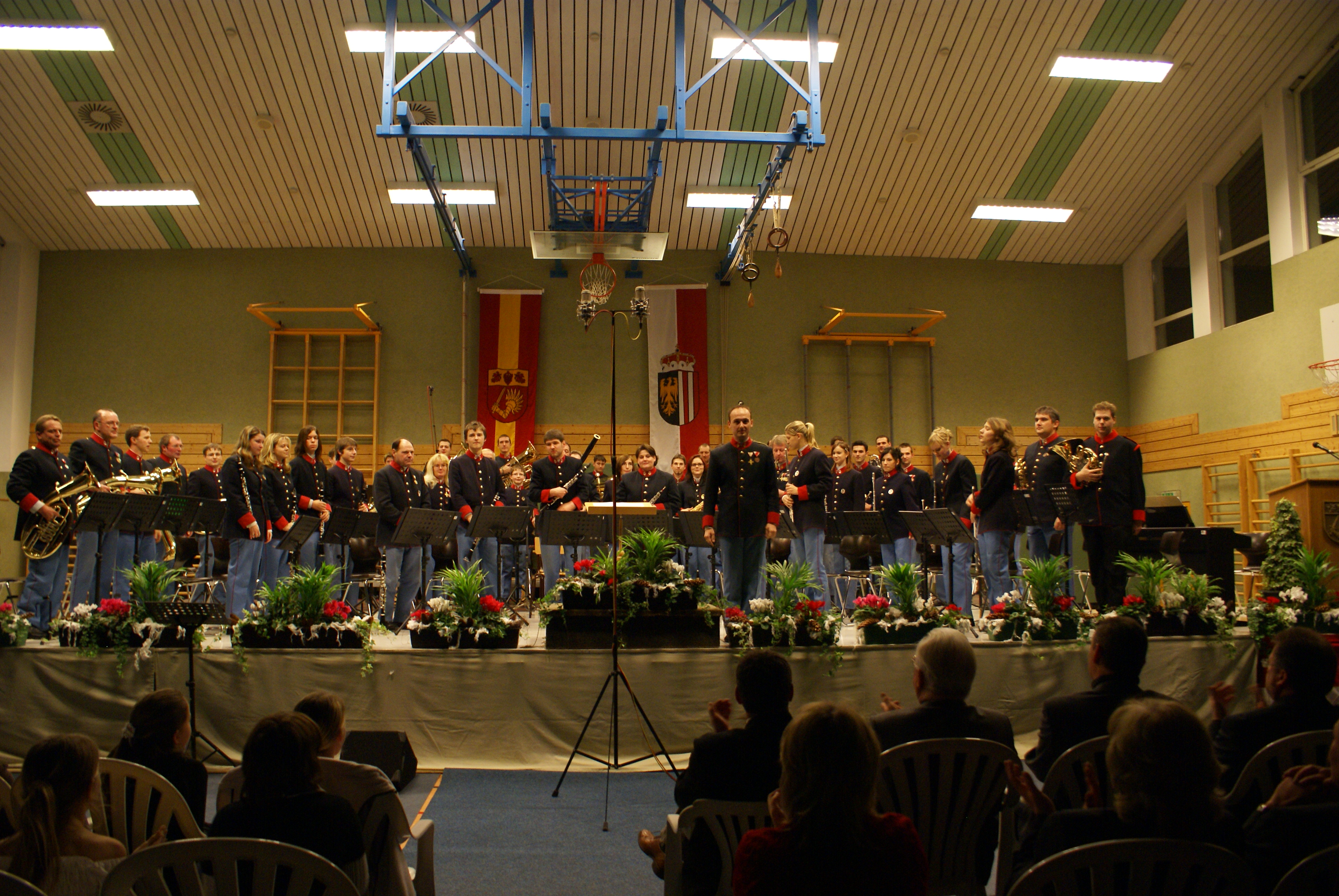
Moderne Blasmusikkapelle bei einem Konzert (Bürgerkorpskapelle Regau)

Heute sind Blasorchester in vielen größeren Gemeinden oder Städten vertreten und tragen zum kulturellen Leben bei. Meist als Verein organisiert, wird insbesondere die Jugendarbeit sehr ernst genommen. Entweder wird die Instrumentalausbildung mit Lehrern aus den eigenen Reihen oder aber in Zusammenarbeit mit regionalen, öffentlichen oder privaten Musikschulen oder vereinseigenen Bläserschulen durchgeführt. Beispielhaft sei hier das Jugendorchester Havixbeck genannt, welches eine vereinseigene Musikschule mit inzwischen 600 Schülern betreibt.
Zunehmende Verbreitung finden seit Mitte der 1990er Jahre sogenannte Bläserklassen. Hierbei wird häufig der herkömmliche schulische Musikunterricht durch das gemeinsame Klassenmusizieren der Bläserklassenteilnehmer ersetzt. Ergänzend dazu erhalten die Schüler in Kleingruppen bei Instrumentallehrern eine Grundausbildung auf ihrem Blasinstrument.
Darüber hinaus ermöglichen sogenannte Auswahlorchester (z. B. Kreis- oder Landesblasorchester) die Verfeinerung des Instrumentalspiels. Diese Auswahlorchester, die des Öfteren auch im Ausland auf kultureller Ebene die Bundesrepublik Deutschland vertreten, bilden sich aus Musikern und Musikerinnen verschiedener Musikvereine einer Region, die über ein bestimmtes Maß an Kunstfertigkeit im Instrumentalspiel verfügen.
In Deutschland werden in regelmäßigen Abständen von den einzelnen Bundesländern Wertungsspiele ausgerichtet, zu denen sich jedes Blasorchester anmelden und mit anderen messen kann. Es gilt, ein Pflichtstück sowie eine oder mehrere frei wählbare Kompositionen vorzutragen. Um dem Leistungsstand der einzelnen Orchester gerecht zu werden, werden diese in verschiedene Stufen eingeteilt, die sich auch in der Literatur widerspiegeln. Diese Einteilung sieht wie folgt aus:
Eingangsstufe – Unterstufe – Mittelstufe – Oberstufe – Höchststufe – Höchstklasse (diese jedoch sehr selten)
In Österreich werden solche Wertungsspiele vom Österreichischen Blasmusikverband ausgerichtet; dabei können Blasorchester grundsätzlich in fünf Kategorien von A (sehr leicht) bis E (sehr schwierig) antreten. Daneben werden regelmäßig eigene Wettbewerbe für Jugendblasorchester durchgeführt, deren Kategorien denen der herkömmlichen Blasorchester entsprechen (AJ bis EJ sowie die Sonderstufe SJ).

## Besetzungen
Da es innerhalb der Blasmusik die unterschiedlichsten Ensembles (Big Band, Brass Band, Posaunenchor u. v. a.) gibt, ist es unmöglich, eine allgemein gültige, einheitliche Besetzung aufzuführen.
Grundsätzlich unterteilt man die Instrumente, welche in der Blasmusik vorkommen, in:
- Holzbläser
- Blechbläser
- Schlagwerk/Perkussion

Teilweise erfolgt dann noch eine verfeinerte Einteilung (siehe auch Registerführer)  in:
- hohes Blech (z. B. Trompete, Kornett)
- tiefes Blech (z. B. Tuba, Posaune, Tenorhorn)

Somit ergeben sich die verschiedenen Register, welche oft Instrumente der gleichen Stimmlage (Stichwort: Sopran, Alt, Tenor, Bass) zusammenfassen.
Je nach Art der Zusammensetzung bzw. Musikrichtung können nun alle Stimmlagen und Instrumententypen (Register) vorhanden sein oder auch nicht. Dadurch lässt sich das typische Klangbild der verschiedenen Blasmusikrichtungen erreichen. So ergibt sich bei einer Brass Band, die über keine Holzbläser verfügt, ein anderes Klangbild als zum Beispiel bei einem Spielmannszug, der nur über Holzbläser (Querflöten mit der Stimmlage Sopran) und Trommeln (Schlagwerk) verfügt, oder einer Big Band, die auf Instrumente wie Tuba, Horn oder Querflöte verzichtet.
Die umfassendste Besetzung hat das sogenannte Sinfonische Blasorchester. Hier sind Blech- und Holzbläser gleichermaßen vertreten und können so ein ähnliches Klangbild und somit auch ein mögliches Musikrepertoire wie ein klassisches Sinfonieorchester (welches aus Streichern und Bläsern besteht) erreichen. Diese Art der Besetzung wird auch Harmoniebesetzung genannt.